# Cyathea leucolepismata
Cyathea leucolepismata là một loài thực vật có mạch trong họ Cyatheaceae. Loài này được Alston mô tả khoa học đầu tiên năm 1958.